# Земельгак, Яков Иванович
Яков Иванович Земельгак, Замельгак, Земмельгак, Семельгак (дат. Johan Jacob Semelhag, Semmelhag; 4 ноября 1751 — 22 января 1812) — датский и русский скульптор, представитель петербургского академизма екатерининской эпохи, причисляемый к кругу Федота Шубина; мастер портретной и мемориальной пластики, автор ряда мраморных бюстов и надгробий екатерининских сановников. Академик Императорской Академии художеств (с 1803).

## Биография
В 1800 году удостоен Императорской Академией художеств звания «назначенного в академики». В 1803 году удостоен звания академика за бюст И. И. Бецкого.

## Работы
- Мраморный надгробный памятник князю Петру Голицыну в московском Донском монастыре. 1776.
- Мраморное надгробие А. С. Попова.
- Мраморный бюст князя Якова Шаховского
- Мраморный бюст И. И. Бецкого. 1803. Впоследствии, в 1868 году, увеличенная бронзовая копия работы А. П. Лаверецкого была установлена во дворе Петербургского Воспитательного дома.[1]

Примеры работ Я. И. Земельгака
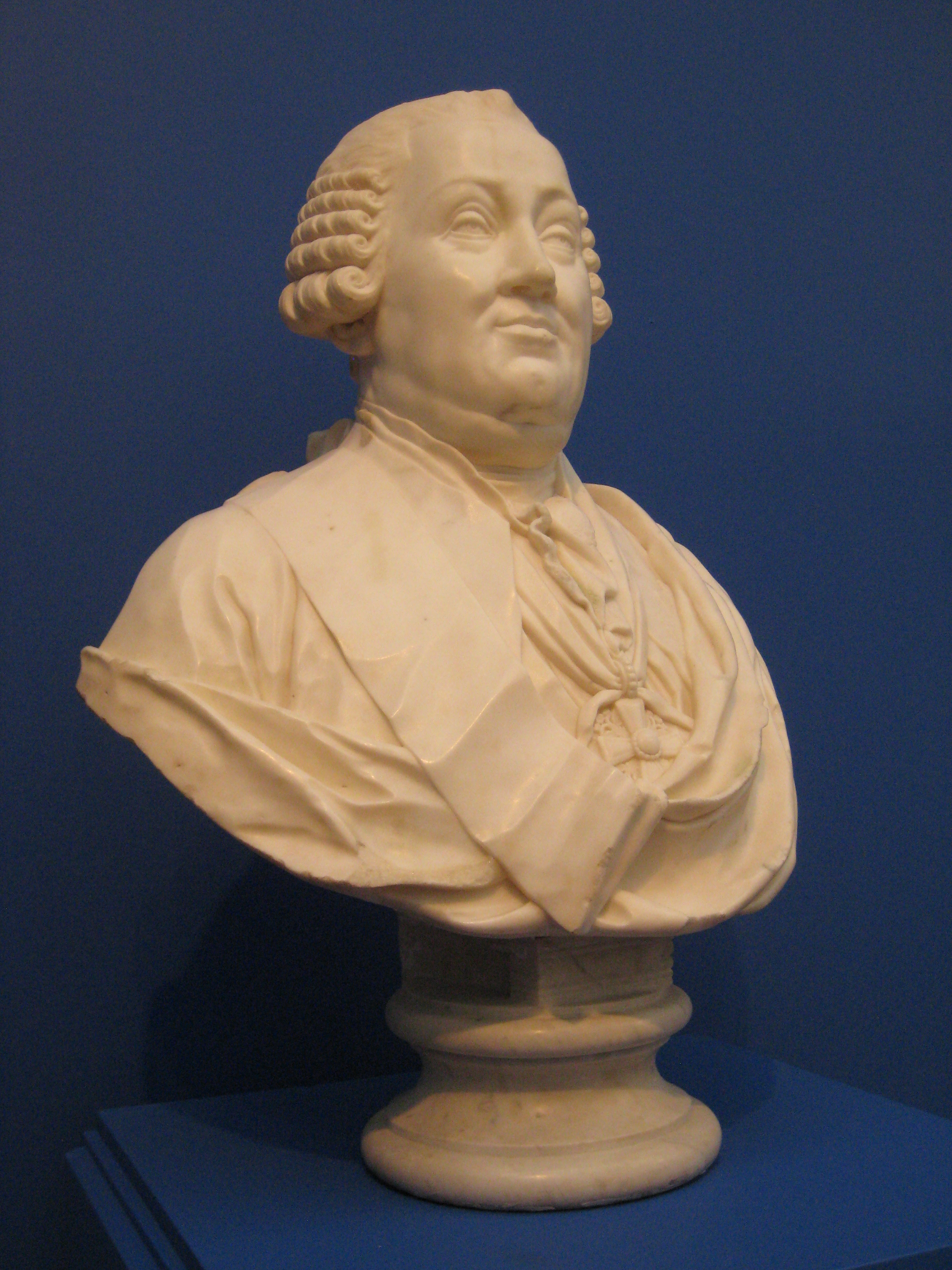
Яков Шаховской
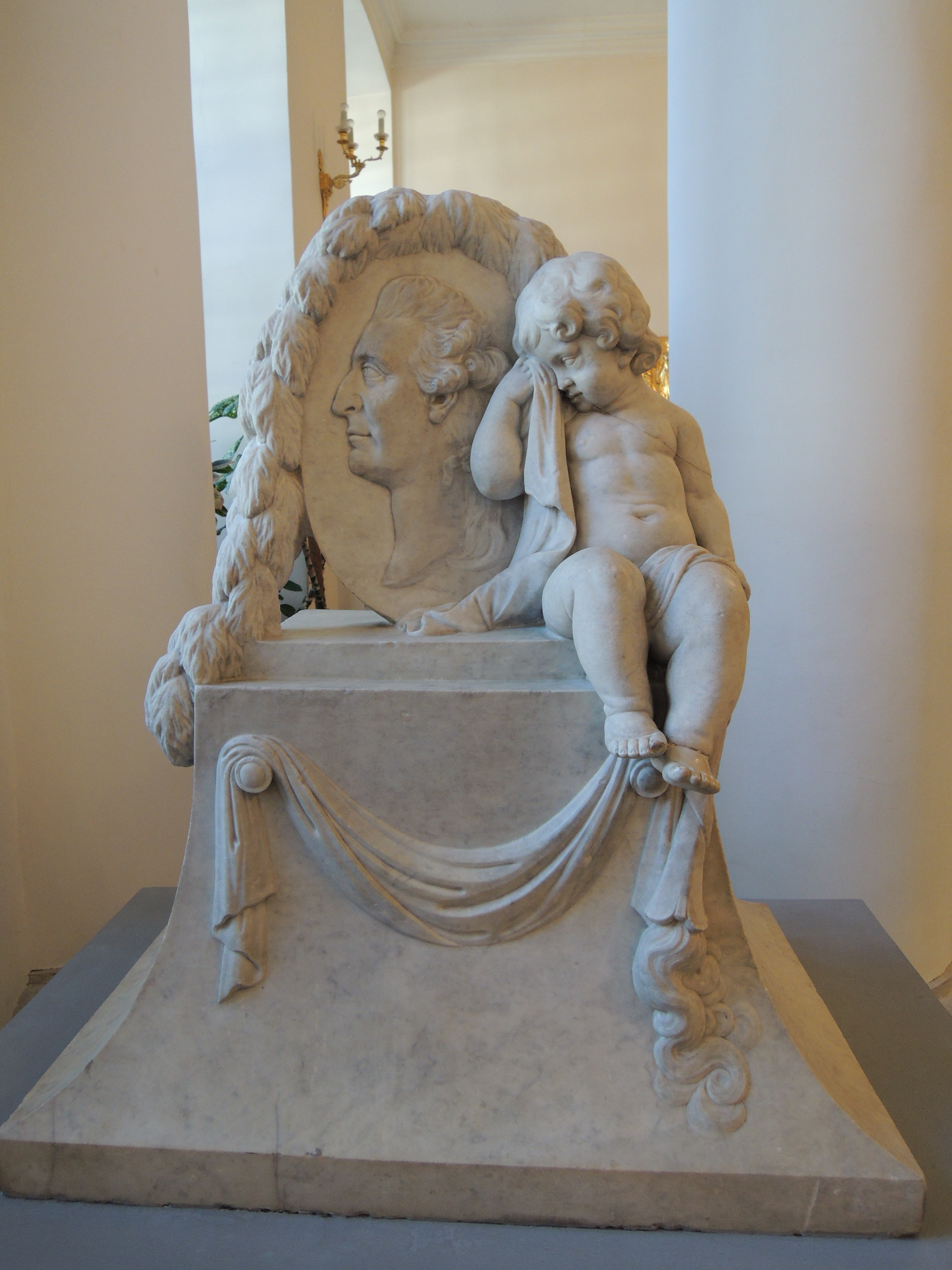
Надгробие А. С. Попова